# Яновець-Ястшомбкі
Яновець-Ястшомбкі (пол. Janowiec-Jastrząbki) — село в Польщі, у гміні Яновець-Косьцельний Нідзицького повіту Вармінсько-Мазурського воєводства.
Населення — 57 осіб (2011).
У 1975-1998 роках село належало до Ольштинського воєводства.

## Демографія
Демографічна структура станом на 31 березня 2011 року:
|          | Загалом | Допрацездатний вік | Працездатний вік | Постпрацездатний вік |
| -------- | ------- | ------------------ | ---------------- | -------------------- |
| Чоловіки | 32      | 8                  | 18               | 6                    |
| Жінки    | 25      | 4                  | 12               | 9                    |
| Разом    | 57      | 12                 | 30               | 15                   |